# Jacques Biederer
Jacques Biederer (narozen patrně jako Jacob Biederer, 27. dubna 1887 Moravská Ostrava – po 17. červenci 1942 Koncentrační tábor Osvětim-Březinka) byl český fotograf a podnikatel židovského původu dlouhodobě žijící ve Francii. Se svým bratrem Charlesem se ve 20. a 30. letech 20. století stali průkopníky erotické fotografie, které se proslavily mimořádnou kompoziční odvahou a explicitností. V jimi provozovaných atliérech Studio Biederer a Ostra, jako jedni z prvních vytvářeli také snímky s tematikou BDSM. Zahynul, stejně jako jeho bratr v koncentračním táboře během holokaustu za druhé světové války.

## Život
Narodil se v Moravské Ostravě v židovské rodině Mořice (Moritze) Biederera a jeho manželky Augustine "Gusti" Biederer. Měl sourozence Carla (1892–1942), Emanuela, Huga a Rosu.
V roce 1908 přesídlil do Paříže, začal zde pak používat pofrancouzštělé křestní jméno Jacques. Jeho bratr Carl (Charles) ho následoval v roce 1913, aby mu pomohl ve fotografické profesi. Ateliér se nacházel na pařížské adrese 33 Boulevard du Temple, které provozovali pod názvem Studio Biederer. Ateliér se nejpozději od druhé poloviny 20. let 20. století výrazně vyprofiloval jakožto ateliér erotických fotografií, které byly následně prodávány v hojných kopiích. Bratři Biedererové na svých snímcích zobrazovali, vedle explicitní nahoty či odhalených intimních částí těla, také prvky fetišistických aktivit, BDSM, role play, pet play, lesbických scén a další. Roku 1931 Biederovi založili nové studio, pojmenované Ostra (jako odkaz na rodiště bratrů, Ostravu), ve kterém pokračovali v produkci erotických fotografií. Ty byly prodávány mj. v knihkupectvích Victora Vidala, které se de facto staly prvním řetězcem sex shopů na světě.
Studio produkovalo také sérii němých fetišových filmů s názvem Dressage au fouet líčících scény sexuální dominance.
Po kapitulaci Francie Nacistickému Německu a začátku německé okupace byl ateliér roku 1940, pro židovský původ majitelů a svou obscénnost, uzavřen. Jacques, stejně jako Charles, byli pak na základě protižidovských zákonů internováni v tranzitním táboře ve francouzském Pithiviers. V rámci procesu holokaustu byl pak Jacques deportován transportem č. 6 z Pithiviers do koncentračního tábora Osvětim-Březinka, kam dorazil dne 17. července 1942. Zde se stal obětí masového vyvražďování židovských vezňů, přesnější údaje o datu jeho úmrtí nejsou známy.
Biederer byl předchůdcem pozdějších fotografů a umělců s podobnými náměty, jako byli Charles Guyette, John Willie a Irving Klaw. Ztotožnění řady snímků s prací bratrů Biedererových provedl okolo roku 2007 francouzský historik Alexandre Dupouy.